# タカサゴ
タカサゴ（高砂、学名：Pterocaesio digramma） は、スズキ目・タカサゴ科に属する魚の一種。インド洋・西太平洋の熱帯域に分布する海水魚で、重要な食用魚でもある。
標準和名「タカサゴ」は東京・神奈川周辺での呼称に因むが、沖縄語での呼称グルクンも別名としてよく知られ、「沖縄県の魚」にも指定されている。他の地方名としてアカムロ（高知）、メンタイ、アカメンタイ（和歌山）、チャムロ（三重）、アカウルメ(奄美大島)などもある。

## 分布
北は奄美大島、南はオーストラリア・ニューカレドニアまでの西太平洋と、インド洋の熱帯域沿岸に広く分布する。ただし日本では、稚魚や若魚が暖流に乗って本州南部太平洋岸まで出現することがある。

## 形態
成魚の全長は30cmほどで、体は前後に細長い紡錘形をしている。頭部が小さく、サバやムロアジに似たほっそりした体型をしている。背と体側には黄色の細い縦線が2本あるが、体側の縦線が側線より下にあることで同属のニセタカサゴと区別できる。尾鰭は大きく二叉し、上下の先端がそれぞれ黒い。
生体の体色は青緑がかっているが、夜の休息時、興奮している時、死んで水揚げされた時などは体の側面などが赤みがかり、極端に体色が変化する。そのため生体を見たことがない人には赤っぽい魚として認識されている。

## 生態
浅い海のサンゴ礁域や岩礁域で群れをなし、海中を俊敏に泳ぐ。食性は雑食性で、小動物やプランクトンなどを食べる。プランクトン食性に適応し、鰓は鰓耙がよく発達する。
産卵期は、飼育下で5-7月の夕方に行われた記録がある。群れで海中を上下しながら産卵・放精を行う。受精卵は0.85mm前後の分離浮性卵で、1日ほどで全長2.2mmほどの仔魚が孵化する。仔魚・稚魚期は潮流に乗って外洋にも出るが、成長するにつれ沿岸の浅海に定着すると考えられている。

## 利用
南西諸島では重要な食用魚として、釣り、追い込み網、巻き網などの沿岸漁業で漁獲される。刺身、塩焼き、唐揚げなどの料理に利用される他、かまぼこの材料にも用いられる。傷みが早いので、刺身で食べるのは水揚げされる漁港近辺が多い。
台湾でも沿岸で一般的に見られ、「烏尾冬仔」（台湾語 オービータンアー）の名で磯釣りの対象魚となっている。

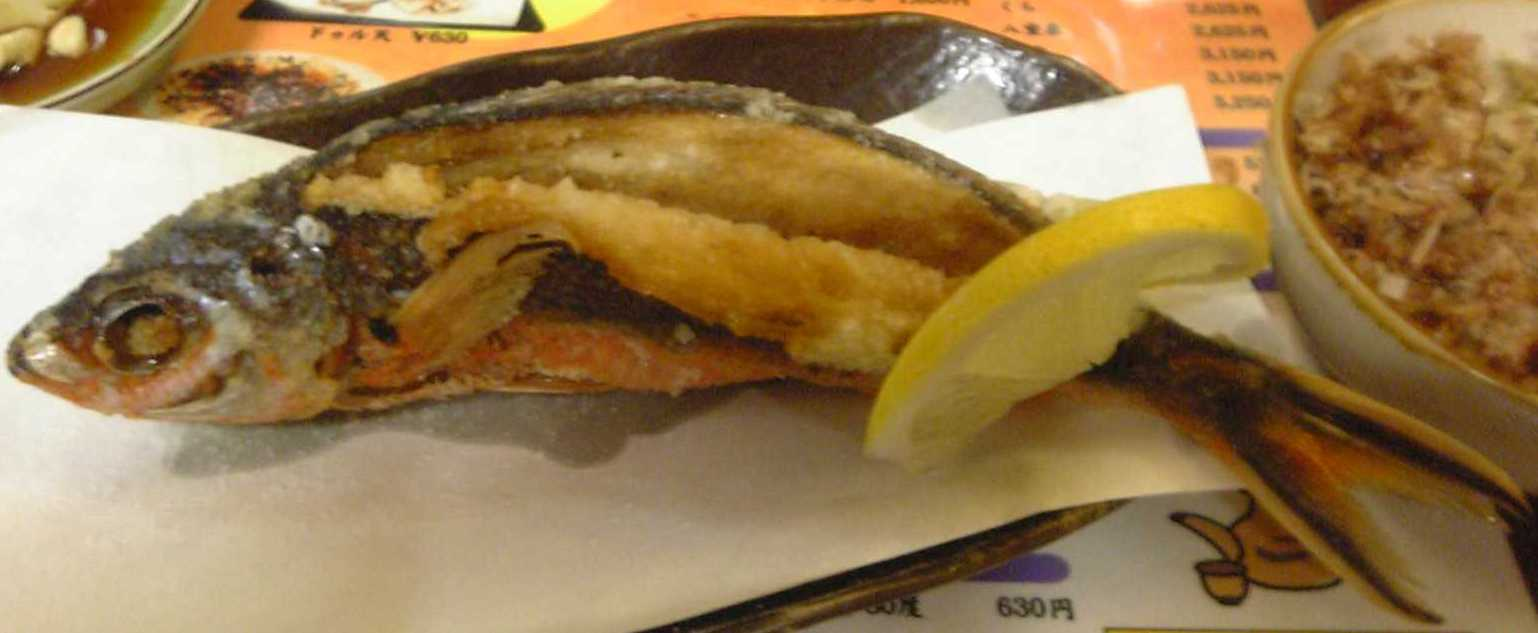
沖縄の代表的な総菜料理、グルクンの唐揚げ
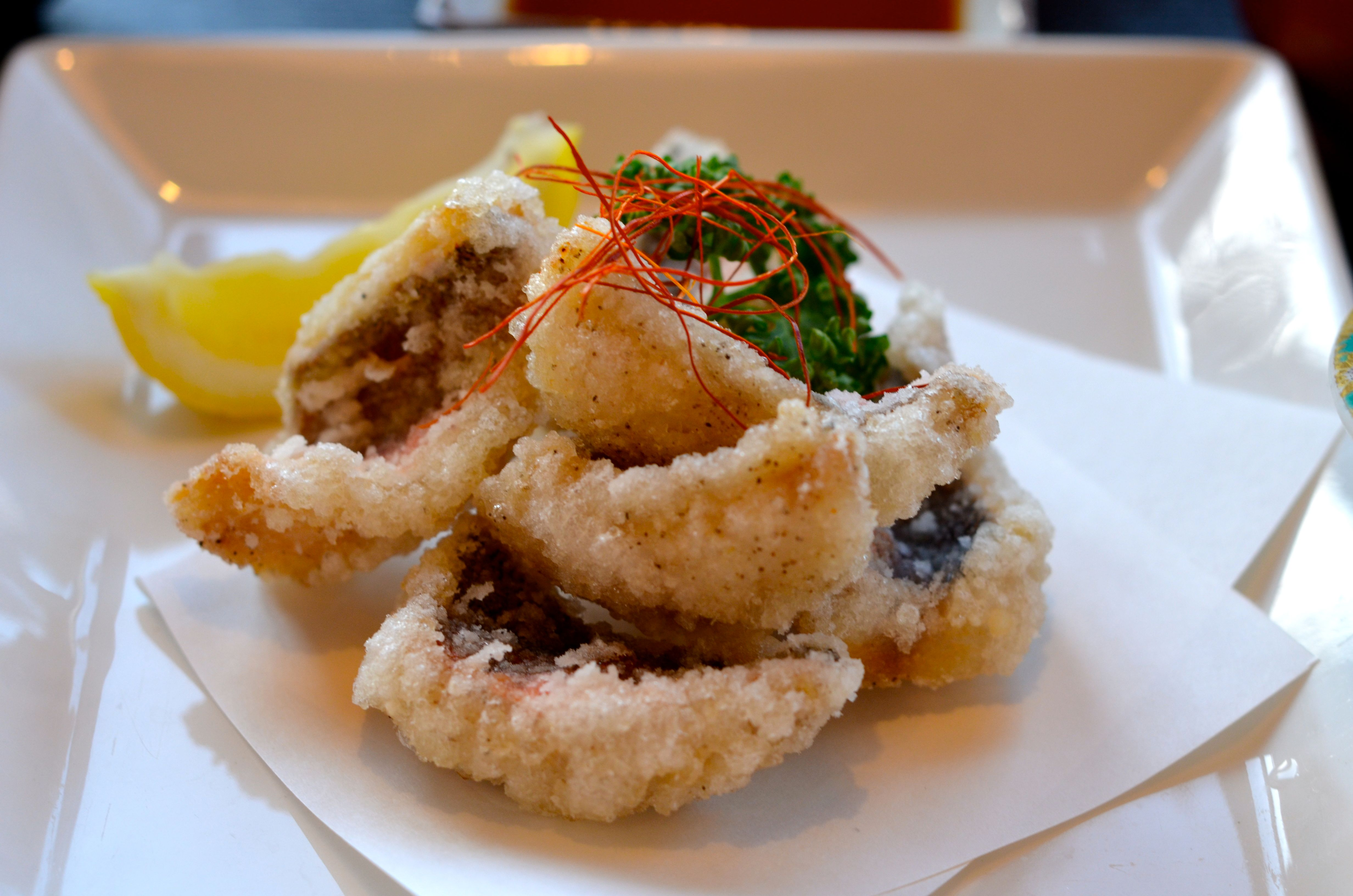
グルクンの唐揚げ
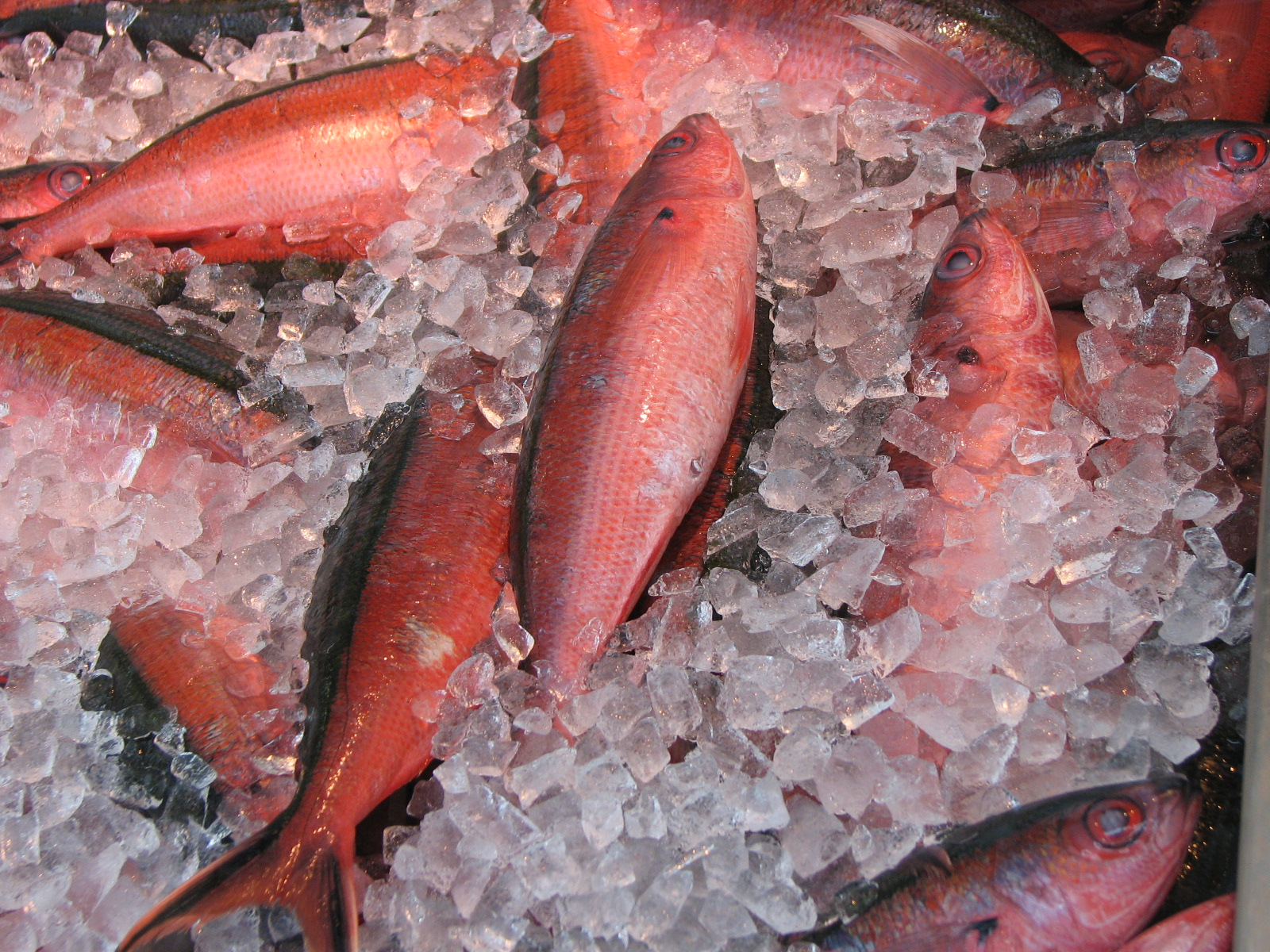
鮮魚店で販売されるグルクン（石垣島）

| - 沖縄の代表的な総菜料理、グルクンの唐揚げ - グルクンの唐揚げ - 鮮魚店で販売されるグルクン（石垣島） |

## 近縁種
タカサゴが分類される Pterocaesio 属はタカサゴ属、あるいはクマザサハナムロ属とも呼ばれる。これらもタカサゴと同様に食用に利用される。

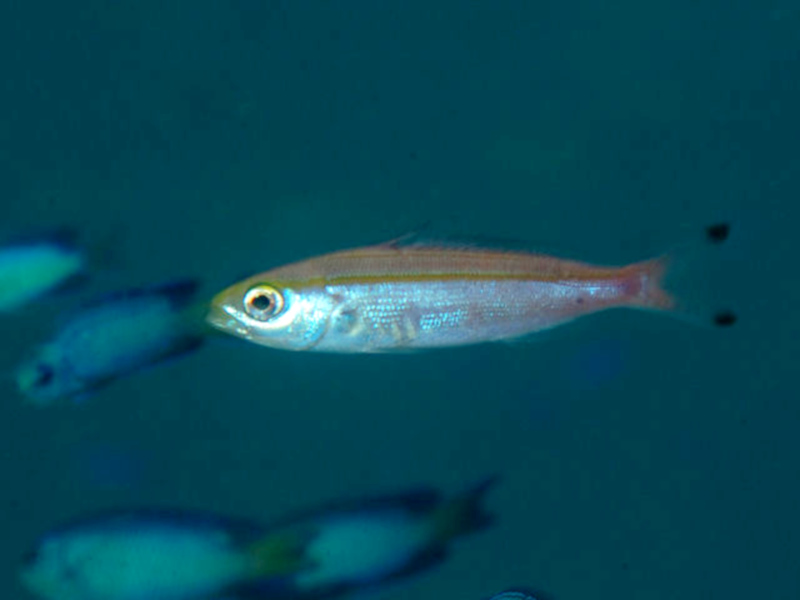
ニセタカサゴ

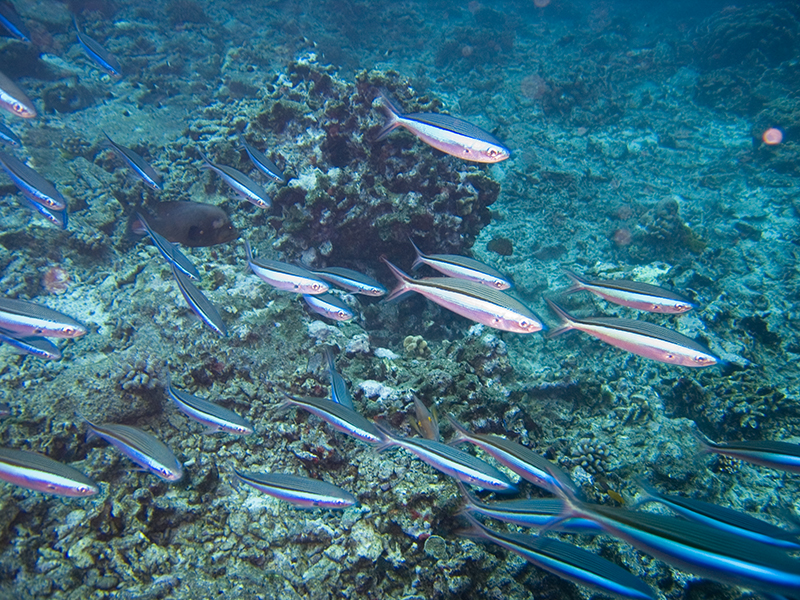
クマザサハナムロ

ニセタカサゴ P. marri Schultz, 1953 (Marr's fusilier)
タカサゴに似るが、体側の縦帯が側線の上にあることから区別できる。沖縄ではグルグンセンジュー、センスル、センヂマーなどとも呼ばれるが、タカサゴと混同されることが多い。
イッセンタカサゴ P. trilineata Carpenter, 1987 (Three-stripe fusilier)
タカサゴに似るが、体側の縦帯が太く、背中側に不明瞭な縦帯が2本ある。やはりタカサゴと混同されることが多い。西太平洋の熱帯域に分布する。
クマザサハナムロ P. tile (Cuvier, 1830) (Dark-banded fusilier)
クマササハナムロとも呼ばれる。尾鰭は中央部が黒く、二叉に沿って「ハ」の字に見えるので同属他種と区別できる。同じタカサゴ科のササムロ Caesio caerulaurea Lacepède,1801 にも似るが、こちらは体高が高い。奄美大島や小笠原諸島でアカムロ、沖縄でウクー、ウクーグルクンと呼ばれる。